# Witold Plutecki
Witold Antoni Plutecki (ur. 8 października 1956 w Gliwicach) – polski kolarz szosowy, olimpijczyk i gitarzysta.

## Kariera

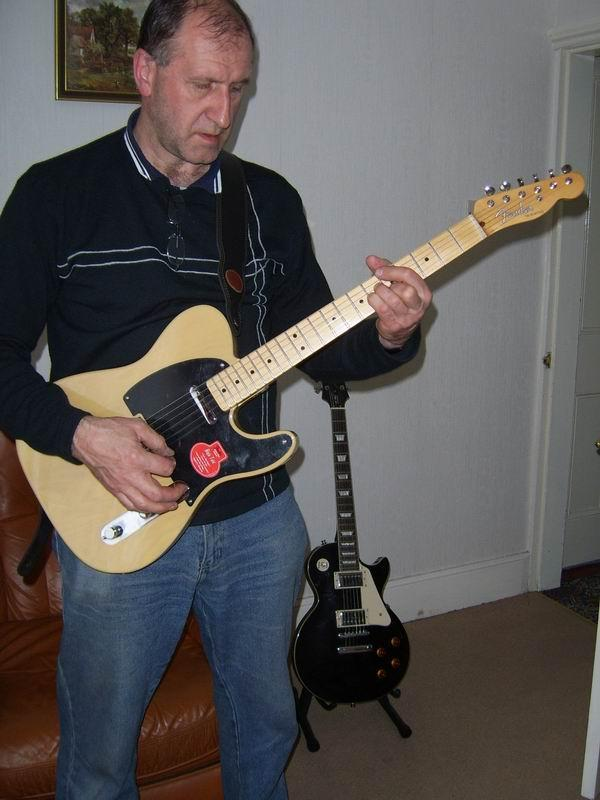
Witold Plutecki

Startował na igrzyskach olimpijskich w Moskwie w 1980 roku, gdzie wspólnie ze Stefanem Ciekańskim, Janem Jankiewiczem i Czesławem Langiem zajął czwarte miejsce w drużynowej jeździe na czas.
Ponadto na mistrzostwach świata w Valkenburgu w 1979 roku Polacy w tym samym składzie zdobyli srebrny medal. Jako junior zdobył dwa srebrne medale na mistrzostwach Polski (w górach i na szosie) oraz srebrny medal na III Ogólnopolskiej Spartakiadzie Młodzieży (wyścig drużynowy). Zdobył mistrzostwo Polski w wyścigu drużynowym na szosie (1978) oraz wicemistrzostwo w tej konkurencji w latach 1979, 1983 i 1984 i w indywidualnej jeździe na czas w 1978 roku. Był brązowym medalistą mistrzostw Polski w jeździe parami w latach 1982 i 1983. W wyścigu Dookoła Bułgarii w 1979 roku zajął czwarte miejsce. Jest również gitarzystą i kompozytorem.
Startował w klubach Kolejarz Gliwice (1972-1976), Legia Warszawa (1976-1979) i Gwardia Katowice (1979-1986).
Został odznaczony srebrnym Medalem Za Wybitne Osiągnięcia Sportowe oraz Brązowym Krzyżem Zasługi.